# رادبود (ملك الفريزيين)
رادبود أو Radbod (توفي 719) كان ملك (أو دوق) فريزيا منذ عام 680م حتى وفاته. وغالباً ما يعتبر أنه آخر حاكم مستقل من فريزيا قبل سيطرة الفرنجة. هزم شارل مارتل في معركة من كولونيا. على أية حال فقد سيطر شارل في نهاية المطاف وأجبر الفريزيين على الاستسلام. توفي رادبود عام 719م، ولكن كافح خلفاؤه ضد قوة الفرنجة لعدة سنوات.